# Saison 9 de Modern Family
Chronologie
Saison 8 Saison 10
Cet article présente la liste des épisodes de la neuvième saison de la série télévisée américaine Modern Family.

## Généralités
- Aux États-Unis, cette neuvième saison est diffusée depuis le 27 septembre 2017 sur le réseau ABC.
- Au Canada, elle est diffusée en simultanée sur Citytv.

## Synopsis de la saison
Cette saison se concentre sur la troisième année de fac d'Alex ainsi que sur la relation que son professeur entretient avec Haley. On découvre les premiers pas de la vie universitaire de Manny et Luke prend une année sabbatique.

## Distribution

### Acteurs principaux
- Ed O'Neill (VF : Michel Dodane) : Jay Pritchett
- Julie Bowen (VF : Gaëlle Savary) : Claire Dunphy
- Ty Burrell (VF : Loïc Houdré) : Phil Dunphy
- Sofía Vergara (VF : Sophie Riffont) : Gloria Delgado-Pritchett
- Jesse Tyler Ferguson (VF : Jérôme Berthoud) : Mitchell Pritchett
- Eric Stonestreet (VF : Daniel-Jean Colloredo) : Cameron Tucker
- Sarah Hyland (VF : Alexia Papineschi) : Haley Dunphy (sauf épisodes 4,6,8,10,11,15)
- Nolan Gould (VF : Henri Bungert) : Luke Dunphy (sauf épisodes 3,15,16,21,22)
- Ariel Winter (VF : Léopoldine Serre) : Alex Dunphy (sauf épisodes 3,9,16,19,21)
- Rico Rodriguez (VF : Antoine Fonck) : Manny Delgado (sauf épisodes 5,15,17,19,21)
- Aubrey Anderson-Emmons (en) (VF : Lana Ropion) : Lily Pritchett-Tucker (sauf épisodes 8,10,14,16,17,19,21,22, entendue dans le 15)
- Jeremy Maguire (en) (VF : Fanny Bloc) : Joe Pritchett (sauf épisodes 10,13,16,19,21)

### Acteurs récurrents
- Chris Martin : lui-même[1] (épisode 8)
- Mira Sorvino (VF : Danièle Douet) : Nicole Rosemary Page[2] (épisodes 13, 19 et 21)
- Cheyenne Jackson : Max (épisode 13)
- Terry Bradshaw : Lui-même (épisode 8)
- Billy Crystal : Lui-même (épisode 8)
- James Van Der Beek : Bo Johnson (épisode 10)

## Épisodes

### Épisode 1:Au fil de l'eau
- États-Unis /  Canada : 27 septembre 2017 sur ABC[3] / Citytv
- Suisse : 12 août 2018 sur RTS Un[4]
- Belgique : 4 décembre 2018 sur Be Séries[5]
- France : 20 avril 2019 sur M6

- États-Unis : 7,01 millions de téléspectateurs[6] (première diffusion)

- Kyle Bornheimer (Scotty)
- Joe Mande (Ben)
- Annika Foster (l'adolescente)

### Épisode 2:De si beaux adieux
- États-Unis /  Canada : 4 octobre 2017 sur ABC / Citytv
- Suisse : 19 août 2018 sur RTS Un[7]
- Belgique : 4 décembre 2018 sur Be Séries[8]
- France : 20 avril 2019 sur M6

- États-Unis : 6,36 millions de téléspectateurs[9] (première diffusion)

- Vanessa Williams (Rhonda)
- Dana Powell (Pam)
- Cuyle Carvin (le pompier)
- Megan Lee (Florence)
- Joy Regullato (Sujata)
- Andrew Glick (Trevor)
- Spenser McNeil (Ruben)

### Épisode 3:La Prophétie du caleçon
- États-Unis /  Canada : 11 octobre 2017 sur ABC / Citytv
- Suisse : 19 août 2018 sur RTS Un
- Belgique : 11 décembre 2018 sur Be Séries
- France : 20 avril 2019 sur M6

- États-Unis : 6,27 millions de téléspectateurs[10] (première diffusion)

- Dana Powell (Pameron)
- Rob Riggle (Gil Thorpe)
- Joe Nieves (Francisco)

Un rituel que Phil manque toute la journée le convainc qu'il aura de la malchance jusqu'au soir alors que Claire doit se rendre à un concert.
Jay veut prouver que Gloria a endommagé sa voiture.

### Épisode 4:Dur dur d'être parents
- États-Unis /  Canada : 18 octobre 2017 sur ABC / Citytv
- Suisse : 23 septembre 2018 sur RTS Un
- Belgique : 11 décembre 2018 sur Be Séries
- France : 9 août 2021 sur M6

- États-Unis : 6,22 millions de téléspectateurs[11] (première diffusion)

- Nathan Lane (Pepper)
- Christian Barillas (Ronaldo)
- Chazz Palminteri (Shorty)
- Joe Mande (Ben)
- Gabriel Maddox (Lionel)
- Claire Nicole (la fille au théâtre)

### Épisode 5:Quand les enfants grandissent
- États-Unis /  Canada : 25 octobre 2017 sur ABC / Citytv
- Suisse : 30 septembre 2018 sur RTS Un
- Belgique : 18 décembre 2018 sur Be Séries
- France : 9 août 2021 sur M6

- États-Unis : 5,96 millions de téléspectateurs[12] (première diffusion)

- Joe Mande (Ben)
- Kasey Mahaffy (Dom)
- Marsha Kramer (Margaret)
- Kate Comer (Destiny)
- Jessica Joy (Carol)
- Jessica Blair Herman (Jessica)
- Amanda Mayfield (Abby)
- Rahnuma Panthaky (Josie)
- Kyle Cuarvin (Le pompier)
- Willie Buyle Jr (Le fils aîné)
- Jayme Andrews (Le zombie)
- Julian Zane (L'enfant costumé)
- Taylor Calupa (Beth)
- Anna Sofia Fehn (Carla)
- Finnegan George (Le fils cadet)

### Épisode 6:Un sacré numéro
- États-Unis /  Canada : 1er novembre 2017 sur ABC / Citytv
- Suisse : 7 octobre 2018 sur RTS Un
- Belgique : 18 décembre 2018 sur Be Séries
- France : 9 août 2021 sur M6

- États-Unis : 5,51 millions de téléspectateurs[13] (première diffusion)

- Shelley Long (Dede Pritchett)
- Garth Imparato (un étudiant)
- Fred Stoller (le magicien)

### Épisode 7:Le Héros du jour
- États-Unis /  Canada : 15 novembre 2017 sur ABC / Citytv
- Suisse : 21 octobre 2018 sur RTS Un
- Belgique : 25 décembre 2018 sur Be Séries
- France : 10 août 2021 sur M6

- États-Unis : 5,96 millions de téléspectateurs[14] (première diffusion)

- Joseph Calliari (L'homme du congrès)
- Teri Gamble (la vice-principale)
- Lesley Braun (la coach)
- Xavier Shelton (le footballer)

### Épisode 8:Fan de
- États-Unis /  Canada : 29 novembre 2017 sur ABC / Citytv
- Suisse : 28 octobre 2018 sur RTS Un
- Belgique : 25 décembre 2018 sur Be Séries
- France : 10 août 2021 sur M6

- États-Unis : 6,15 millions de téléspectateurs[15] (première diffusion)
- Canada : 776 000 téléspectateurs[16] (première diffusion + différé 7 jours)

- Chris Martin (lui-même)
- Terry Bradshaw (lui-même)
- Billy Crystal (lui-même)
- Brandon Firle (l'animateur)
- Peter Giles (l'auteur)
- Sharon Muthu (l'avocate)
- Vladimir Perez (l'agent de sécurité)
- Donielle Nash (la jurée enceinte)
- Danilo di Julio (le docteur)
- Lisa Linke (l'infirmière)
- Zabeth Russell (la jurée numéro 8)
- Ron Perkins (le juge)
- Maria Pallas (Marie)
- Tiffany C Adams (Donna)
- Caitlin Muelder (Angie)

### Épisode 9:Phil ou la Vie sauvage
- États-Unis /  Canada : 6 décembre 2017 sur ABC / Citytv
- Suisse : 4 novembre 2018 sur RTS Un
- Belgique : 1er janvier 2019 sur Be Séries
- France : 10 août 2021 sur M6

- États-Unis : 5,81 millions de téléspectateurs[17] (première diffusion)

- Dana Powell (Pameron)
- Marsha Kramer (Margaret)
- Xavier Shelton (Le footballeur)
- Dillon Lane (Shane)
- Megan Suri (Une étudiante)
- Robyn Okrant (La femme au parc)
- Nolan Pugh (Un délinquant)
- Sonny Golden (un délinquant)
- Olivia Sandoval (Karen)

### Épisode 10:Quel pied!
- États-Unis /  Canada : 13 décembre 2017 sur ABC / Citytv
- Suisse : 11 novembre 2018 sur RTS Un
- Belgique : 1er janvier 2019 sur Be Séries
- France : 10 août 2021 sur M6

- États-Unis : 5,89 millions de téléspectateurs[18] (première diffusion)

- James Van Der Beek (Bo Johnson)
- Marsha Kramer : Margaret
- Rahnuma Panthaky (Josie)
- Ron Jenkins (Kenny)
- Kasey Mahaffy (Dom)
- Christina Jeffs (Heather)
- Dana Powell (Pam)
- Rebecca Wisocky (Madame Graham)

### Épisode 11:La Cabane à filles
- États-Unis /  Canada : 3 janvier 2018 sur ABC / Citytv
- Suisse : 18 novembre 2018 sur RTS Un
- Belgique : 8 janvier 2019 sur Be Séries
- France : 11 août 2021 sur M6

- États-Unis : 5,90 millions de téléspectateurs[19] (première diffusion)

- Cathy Ladman (La thérapeute)
- Dana Powell (Pam)
- Nayah Damasen	(Une invitée)
- Yanellie Ireland (Une invitée)
- Rob Naggle (Bill)
- Jill Alexander (Lisa)
- Morgan Peter Brown (Craig)
- Mike Trehy (Brady)
- Saratoga Ballantine (Sheila)
- Michael Mourra (Le garçon au club)

### Épisode 12:Phil se fait de la bile
- États-Unis /  Canada : 10 janvier 2018 sur ABC / Citytv
- Suisse : 16 décembre 2018 sur RTS Un
- Belgique : 8 janvier 2019 sur Be Séries
- France : 11 août 2021 sur M6

- États-Unis : 5,81 millions de téléspectateurs[20] (première diffusion)

- Fred Willard (Frank Dunphy)
- Tatiana Varria	(Josie)
- Sawyer Jones	(Tyler)
- Jaiden Meleed	(L'ami de Joe)
- Fred Savage (Caleb)
- Jessica Gardner(Une mère)
- Jodie Bentley	(Une mère)
- Michael Churven (Superman)
- Warren Sweeney	(Schwartz)

### Épisode 13:À mon meilleur ennemi
- États-Unis /  Canada : 17 janvier 2018 sur ABC / Citytv
- Suisse : 13 janvier 2019 sur RTS Un
- Belgique : 15 janvier 2019 sur Be Séries
- France : 11 août 2021 sur M6

- États-Unis : 6,24 millions de téléspectateurs[21] (première diffusion)

- Cheyenne Jackson (Max)
- Chris Geere (Le professeur de physique)
- Mira Sorvino	(Rosemary Nicole)
- Marsha Kramer	(Margaret)
- Riki Lindhome	(poète)
- Ray Porter (Lazlo)
- Christopher Alton (Le hipster)
- Rod Keller (Mumford)
- Jessica Garza	(Angelina)

### Épisode 14:Un amour de Saint-Valentin
- États-Unis /  Canada : 28 février 2018 sur ABC / Citytv
- Suisse : 20 janvier 2019 sur RTS Un
- Belgique : 15 janvier 2019 sur Be Séries
- France : 11 août 2021 sur M6

- États-Unis : 4,96 millions de téléspectateurs[22] (première diffusion)

- Christopher B Duncan (L'agent de sécurité)
- Max Geere (Le professeur Arvin)
- Ava Allan (Amanda)
- Andrea Nelson	(La Barmaid)
- Lilly Berlina	(L'hôtesse du restaurant)

### Épisode 15:Panpan cucul
- États-Unis /  Canada : 7 mars 2018 sur ABC / Citytv
- Belgique : 22 janvier 2019 sur Be Séries
- Suisse : 10 mars 2019 sur RTS Un
- France :12 août 2021 sur M6

- États-Unis : 5,25 millions de téléspectateurs[23] (première diffusion)

- Kevin Daniels (Longinus)
- Matthew Risch (Jotham)
- Colin Hanlon (Steven)
- Bo Foxworth (Sam Burnbull)
- Kimia Behpoornia (Stéphanie)

### Épisode 16:Usual Suspects
- États-Unis /  Canada : 21 mars 2018 sur ABC / Citytv
- Belgique : 22 janvier 2019 sur Be Séries
- Suisse : 17 mars 2019 sur RTS Un
- France : 12 août 2021 sur M6

- États-Unis : 5,56 millions de téléspectateurs[24] (première diffusion)

- Cristian Barillas (Ronaldo)
- Stephen Boss (Sho Nuff)
- Mel Cower (La serveuse)

### Épisode 17:Cool vs pas cool
- États-Unis /  Canada : 28 mars 2018 sur ABC / Citytv
- Belgique : 29 janvier 2019 sur Be Séries
- Suisse : 24 mars 2019 sur RTS Un
- France : 12 août 2021 sur M6

- États-Unis : 5,43 millions de téléspectateurs[24] (première diffusion)

- Chris Geere (Professeur Fennerman)
- Jimmy Tatro (Bill)
- George Brett (Lui-même)
- Steve Valentine (Randy)
- John Brotherton (Clay)
- Alexander Hodge (Un invité)
- Ninos Sarkis (Un invité)
- Lauren Show (Jenny)

### Épisode 18:Tel père, tel fils
- États-Unis /  Canada : 4 avril 2018 sur ABC / Citytv
- Belgique : 29 janvier 2019 sur Be Séries
- Suisse : 26 mai 2019 sur RTS Un
- France : 12 août 2021 sur M6

- États-Unis : 5,61 millions de téléspectateurs[25] (première diffusion)

- Gabriel Iglesias (Jorge)
- Ruby Jay (Emma)
- Wynn Everett (Madame Wolfe)
- Alyssa Deboisblanc (Christina)
- Clayton Thomas (Le vigile)
- Erik Liberman(Max Feldman)
- Michael Churven (Le kiosquier)

### Épisode 19:Compétition conjugale
- États-Unis /  Canada : 11 avril 2018 sur ABC / Citytv
- Suisse : 16 juin 2019 sur RTS Un
- France : 13 août 2021 sur M6

- États-Unis : 4,97 millions de téléspectateurs[26] (première diffusion)

- Mira Sorvino (Nicole)
- Chris Bauer (L'officier)
- Toks Olagundoye (Lucy)
- Kerry O Malley (Le docteur Perry)
- Margaret Judson (Madison)

### Épisode 20: Tout sur ma mère
- États-Unis /  Canada : 2 mai 2018 sur ABC / Citytv
- Suisse : 30 juin 2019 sur RTS Un
- France : 13 août 2021 sur M6

- États-Unis : 4,6 millions de téléspectateurs[27] (première diffusion)

- Shelley Long (Dede Pritchett)
- Dana Powell (Pam Tucker)
- Jack Seaver MacDonald (Duncan)
- Bayley Corman (La campeuse sexy dans le film)

### Épisode 21:Escape Game
- États-Unis /  Canada : 9 mai 2018 sur ABC / Citytv
- Suisse : 14 juillet 2019 sur RTS Un
- France : 13 août 2021 sur M6

- États-Unis : 4,73 millions de téléspectateurs[28] (première diffusion)

- Chris Geere (Arvin Finnerman)
- Mira Sorvino (Rosemary Nicole)
- Kate Burton (Iris Finnerman)
- Adam Devine (Andy)
- Reid Ewing (Dylan)
- Nathan Fillion (Rainer Shine)
- Mary Louise Wilson (La Tante Becky)
- Lawrence Pressman (Fred)
- Ashleigh Hairston (Une infirmière)
- Jessica McKenna (une infirmière)
- Jim Piddick (Malcolm Fennerman)
- Michael Churven (Jarvis)

### Épisode 22:Le clash
- États-Unis /  Canada : 16 mai 2018 sur ABC / Citytv
- Suisse : 21 juillet 2019 sur RTS Un
- France : 13 août 2021 sur M6

- États-Unis : 5,02 millions de téléspectateurs[29] (première diffusion)

- Jane Krakowski (Donna Duncan)
- Brian Dare (Peter Pan)
- Ben Schwartz (Nick)
- Dylan Bay Keckner (Cal)
- Cristian Barillas (Ronaldo)
- Harry Groener (Joel)
- Adam Rose (Adam)
- Marsha Kramer (Margaret)
- Terrence Terrell (La fée clochette)
- John Hartman (Le dragon)
- Alex Poncio (Un fan)
- Matt Marr (Un fan)
- Daisy Stein (La femme enceinte)
- Danny Mora Moreno (L'ogre)
- Caden Dragomer (Henry)
- Ry Elkinson (Digby)
- Shelly (Lackey)
- Ross McKenzie (Une version plus âgée du Lackey)